# Euurobracon nitidulus
Euurobracon nitidulus är en stekelart som först beskrevs av Charles Thomas Brues 1922.  Euurobracon nitidulus ingår i släktet Euurobracon och familjen bracksteklar. Inga underarter finns listade i Catalogue of Life.